# Culex stenolepis
Culex stenolepis är en tvåvingeart som beskrevs av Dyar och Frederick Knab 1908. Culex stenolepis ingår i släktet Culex och familjen stickmyggor. Inga underarter finns listade i Catalogue of Life.